# EARLY WING
株式会社EARLY WING（アーリーウイング）は、日本の芸能事務所。株式会社EARLY WING infinityの子会社。日本声優事業社協議会会員。主に声優・俳優のマネージメントを行っている。
2012年8月8日に新事務所「株式会社Ability Soul Pro」を、2014年5月に「株式会社WITH LINE」を、2017年10月に「株式会社PUGNUS」をそれぞれ設立。
2019年12月27日、「株式会社Ability Soul Pro」は「株式会社FIRST WIND production」に商号を変更している。
2022年1月6日、EARLY WING内に俳優部門「EARLY WING actor」を設立。

## EARLY WING GROUP
- 株式会社EARLY WING infinity（グループ統括）
  - 株式会社EARLY WING（プロダクション）
    - 株式会社FIRST WIND production（プロダクション）
    - 株式会社WITH LINE（プロダクション）
    - 株式会社Ai Addiction（音響制作）
    - 株式会社Ghost Chest（アパレル）
    - AILES（ヘアサロン）

  - WAHO學院（養成所）
  - STUDIO effort（録音スタジオ）
  - studio ENDEAVOR（録音スタジオ）

### 過去のグループ企業
- 株式会社PUGNUS - 2017年設立。2024年にHIGH PINEへ社名を変更し[3]、独立した。

## 所属タレント
2024年11月時点。

### 男性声優
| - 秋谷啓斗 - 阿部太樹 - 伊藤良幸 - 遠藤広之 - 逢坂良太 - 大宮健司 - 大本裕 - 小笠原仁 - 小川大介 - 金子哲平 - 紀昌利 - 喜多田悠 - 佐々健太 - 白井悠介 | - 茶木大河 - 寺井智之 - 中村大志 - 鳴海崇志 - 沼澤龍一郎 - 福地慎太郎 - 前田聡馬 - 松岡一平 - 松岡正法 - 宮田正宗 - モアイ岩下 - 矢野龍太 - 山本兼平 - 渡邉允瑠 |

### 女性声優
| - 青山彩菜 - 明里瞳 - 石垣奈津美 - 今井麻美 - 占部真由子 - 江口育美 - 大坪由佳 - 桑門そら - 紗上唄菜 - 阪本智美 - 桜井みき - 桜木アミサ - 笹本菜津枝 - 篠永百合 - 志水結美 - 竹内麻沙美 - 立花理香 | - 尊愛 - 富永よしえ - 長野佑紀 - 橋村あゆ - 葉瀬ふみの - 平山ゆりか - 藤本彩花 - ブリドカットセーラ恵美 - 本郷里実 - 増田純子 - 水野愛日 - 御堂ダリア - MoeMi - 桃河りか - 薮内満里奈 - 矢吹真央 - 吉岡麻耶 |

### 準所属声優
男性
| - 浅沼雅人 - 安西将伍 - 石田隼人 - 一ノ瀬将大 - 岩村圭佑 - 内田葵 - 浦山大志 - 江中幸仁 - 太田海音 - 大高怜 - 小川凌輝 - 小野雄哉 - 角海哲也 - 金森舜右 - 金子恭平 - 川合颯恭 - 河原井貴志 - 菅野一 - 北村大 - 幸田隆栄 - 後藤彰文 - 小林泰河 - 齋藤勝己 - 齊藤京佑 - 齋藤大介 - 酒井祐太 - 佐藤音也 - 塩見健太郎 - 白石智起 - 菅原あつき - 鈴木和律 | - 砂塚錬 - 添田一功 - 髙倉悠生 - 高橋有希 - 滝沢仁志 - 豊島聖人 - 長岡航輝 - 長尾裕 - 仲宗根正貴 - 長西晋吾 - 中村和真 - 西山悠太 - 野口駿 - 橋本龍 - 浜田聖矢 - 日比野宏輝 - 藤田幹彦 - 桝谷尚樹 - 松田悠人 - 松永一輝 - 松永陽向 - 三浦一真 - 宮地海人 - 本橋隼 - 山菅アラン - 湯本航平 - 吉川晟史 - 吉野格 - 安藝虎太 - 河本康秀 - 舟戸勇貴 |

女性
| - 浅見春那 - 天内ミア - 天野凜 - 荒井麻那 - 新川愛実 - 安藤瑞季 - 杏野慧 - 樹冬華 - 伊藤彩香 - 岩下陽南 - 初咲比菜 - 内山つかさ - 宇野蒼生 - 大久保佳那 - 大澤風香 - 大田若菜 - 大友美鈴 - 小川操 - 奥村真由 - 大関紗代 - 小野華永子 - 小野塚栞 - 小野苺穂 - 勝亦里佳 - 金谷悠菜 - 茅野七菜 - 唐井萌々子 - 可愛あずみ - 神戸理帆 - 帰山藍 - 桒名千尋 - 腰塚冴子 - 小幡咲友 - 金剛えれな - 嵯峨あつみ - 坂田明音 - 坂野愛羽 | - 佐用みさき - 澤田姫 - 白崎莉子 - 杉田春花 - 鈴乃梨愛 - 高田名奈 - 髙橋佑歌 - 武田ちはる - 田村瑠奈 - 築山苑佳 - 灯村晶穂 - 中尾和花 - 仲田有委李 - 中村有来 - 中山瑶子 - 七海灯 - 沼倉遥香 - 野中美雨 - 橋本真央 - 秦本莉歩 - 服部直子 - 比奈本しおん - 福積沙耶 - 藤本麻依 - 真壁愛奈 - 三浦真穂 - 水槻七望 - 八木萌々菜 - 山口明穂 - 雪平芽久美 - 柚稀みなか - 吉兼彩優香 - 吉田真奈美 - 四ツ谷星來 - 天瀬成美 - 梅田苺果 - 松井美由紀 |

### 俳優
- 酒井勇樹
- 豊原皇介
- MAKIKO
- 望月こと葉
- 鵜久森みか
- 乙葉悠花
- りん。

### 準所属俳優
- 安座間miU
- 安達優佳里
- 天草樹
- 飯塚裕貴
- 上野陽輝
- 鹿子島真佳
- 西脇亜海
- 増岡勇希
- 宮本桃伊
- 屋冨祖絃貴
- 渡邉春菜
- 米村孔希

## かつて所属していたタレント
男性声優
- 友島光貴
- 石田大祐
- 井上勇一（現所属：ケッケコーポレーション）
- 宇田川宰（現所属：アルファセレクション）
- 梶川翔平（現所属：ケンユウオフィス）
- 越田直樹（マウスプロモーションへ移籍後引退）
- 酒井広大（現所属：アニモプロデュース）
- 住吉屋力（現所属：進戯団夢命クラシックス）
- 時永ヨウ（フリー）

女性声優
- 安月名莉子（現所属：CAT entertainment）
- 井澤詩織（現所属：ボイスキット）
- 香乃みお
- 植田ひかる（現所属：オフィスアネモネ〈預かり〉）
- 宇民祐希（現所属：プラチナムプロダクション）
- 内田愛美（現所属：フォレストリンク）
- 加藤祐梨（現所属：ワンダースペース）
- 喜多村英梨（フリー）
- 桐島ゆか（現所属：ネクシード〈預かり〉）
- 鈴木みこ
- 瀬川恵理（フリー）
- 鷹村彩花（現所属：BLACK SHIP）
- 田村奈央（現所属：東京俳優生活協同組合）
- 東城日沙子（現所属：HIGH PINE）
- 都丸ちよ（フリー）
- 沼裕華（フリー）
- のだまみ（フリー）
- 中島唯（現所属：マウスプロモーション）
- 中村温姫（フリー）
- 野宮いづみ（フリー）
- 萩乃水城（現所属：キャトルステラ〈預かり〉）
- 前田愛美（フリー）
- 真木碧（フリー、フォレストリンク〈業務提携〉）
- 森島亜梨紗（現所属：エスエスピー）
- 山本綾（現所属：スターダストプロモーション）
- 羅弘美

## FIRST WIND production
株式会社FIRST WIND production（ファーストウィンドプロダクション）は、日本の芸能事務所。株式会社EARLY WINGの子会社。主に声優のマネージメントを行っている。
2019年12月、「株式会社Ability Soul Pro」から商号を変更。登記簿では12月27日付だが、ウェブサイトでは2020年1月1日付となっている。

### 所属声優
2024年1月時点。

#### 男性
| 岩瀬周平 | 満山祥吾 |

#### 女性
| 井坂瞳 | 河野ひより | 澤田栞 | 高田仁美 | 森千早都 |

#### 準所属
男性
| 青木巽     | 綾川康基 | 石川育男 | 伊藤永史 | 上柳寿孝   |
| 亀谷俊祐   | 鴨野孝昇 | 倉持航介 | 黒柳利一 | 斉川貴之   |
| 實川颯晟   | 杉山大貴 | 鈴木陸斗 | 瀬方彰大 | 髙畑リュウ |
| 高丸尚悟   | 鳥居家光 | 橋川晃太 | 平井陽向 | 廣澤暢弥   |
| 町田隆太郎 | 松田昇悟 | 山田杜和 | 横山颯   |            |

女性
| 東千景   | 飯田海咲 | 石原エミ   | 一ノ瀬遥   | 江坂麻美 |
| 遠藤美寛 | 漢那綾花 | 木村あすか | 金玲慧     |          |
| 紅梅三穂 | 後藤亜美 | 西藤彩月   | 佐々木莉奈 | 武井綾音 |
| 武久楓   | 紬いちの | 羽賀有里   | 福地美貴   | 藤本侑里 |
| 松岡亜弥 | 柳井唯花 | 山内香織   |            |          |

### かつて所属していた主な声優
男性
- 金子隼人（現所属：マウスプロモーション）
- 川口翔（フリー）
- 櫻井慎二朗（現所属：レオパード・スティール）
- 山谷祥生（フリー）

女性
- 北原知奈（フリー）
- 喜多村英梨（フリー）※EARLY WINGから一時移籍。EARLY WINGに戻ったのちに退所。
- 衣川里佳（現所属：東京俳優生活協同組合）
- 篠原なるみ（フリー）
- 鈴山未彩（現所属：アミュレート）
- タニベユミ（現所属：C2プレパラート）
- 古川由利奈（フリー）

## WITH LINE
株式会社WITH LINE（ウィズライン）は、日本の芸能事務所。株式会社EARLY WINGの子会社。主に声優のマネージメントを行っている。

### 所属声優
2025年6月時点。

#### 男性
- 石井孝英
- 井上健一
- 土岐隼一
- 大町朋裕
- 亀山雄慈
- 菊池勇成
- 鶴魁道
- 中村光希
- 横山遵

#### 女性
- 伊藤ゆいな
- 入江麻衣子
- 北川菜月
- 指出毬亜
- 涼ノ瀬葵音
- 野中深愛
- 早瀬莉花
- 廣原ふう
- 丸岡和佳奈

### かつて所属していた主な声優
男性
- 青木優太（引退）
- 伊藤有希（フリー）
- 川上晃二（フリー（ALLY studio業務提携））
- 須藤翔（フリー）
- 徳武竜也（引退）
- 畠山一哉（現所属：プラスワンカンパニー）
- 比上孝浩（現所属：エスエスピー）
- 宮本悠丞（現所属：アイ・タクト）

女性
- 秋山絵理（現所属：ケンユウオフィス（預かり））
- 五十嵐夕夏（現所属：AUspicious）
- 今村彩夏（引退）
- 岩倉あずさ（現所属：ソニー・ミュージックアーティスツ）
- 臼井晴菜（フリー）
- 大下菜摘（現所属：オフィスアネモネ（預かり））
- 堀場美希（現所属：リマックス）
- 渡辺はるか（現所属: キャトルステラ）

## こえぱ（声優パーティー）
2019年1月17日よりWebマガジン『こえぱ（声優パーティー）』を開始。EARLY WINGが運営し、グループロダクションを含む所属声優のインタビューやミニグラビア、イベントレポートなどを掲載する。
週一での更新が行われていたが、開始から約1年の2020年1月23日の記事以降、更新が途絶えている。
特集した声優
- 小笠原仁（2019/1/17 - 1/31）
- 藤本彩花（2019/2/7 - 2/21）
- 井澤詩織（2019/2/28 - 3/14）
- 内山つかさ、奥村真由（2019/5/30）
- 浅見春那、古川由利奈（2019/6/6）
- 吉岡麻耶（2019/6/13 - 6/27）
- 松岡一平（2019/7/4 - 7/18）
- 桜木アミサ（2019/8/1 - 8/15）
- 岩永賢之丞（2019/8/22 - 9/5）
- 河野ひより（2019/9/12 - 9/26）
- 中村温姫（2019/10/17 - 10/31）
- 立花理香（2019/11/14 - 12/5）
- 酒井広大（2019/12/12 - 12/26）
- 今井麻美（2020/1/9 - 1/23）

特集した作品・コンテンツ
- ガールズフィスト!!!!（浅見春那、内山つかさ、奥村真由、古川由利奈）（2019/3/21 - 4/4・5/23）
- 都丸ちよ・柳原利香のアレコレ!（都丸ちよ、柳原利香）（2019/4/11 - 4/25）

コーナー企画
- しーたむの撮らせて下さい! - 井澤詩織による写真撮影企画
  - 酒井広大（2019/5/9・16）
  - 白井悠介（2019/10/10・17）
- 顔と名前 覚えて下さい! - フレッシュな役者にいち早くインタビューする企画
  - 小川大介、松永一輝、菅野一（2019/11/7）